# 偏花报春
偏花报春（学名：Primula secundiflora）为报春花科报春花属下的一个种。

## 扩展阅读
- 維基物種上的相關：偏花报春